# BBT
O Teste de Fotos de Profissões (BBT, acrónimo do alemão Berufsbildertest) é um instrumento projetivo utilizado para clarificar o perfil de inclinação profissional, desenvolvido por Martin Achtnich. O teste tem como base a teoria de Leopold Szondi, segundo a qual, fatores pulsionais determinam as escolhas do indivíduo em todos os níveis da existência. O BBT é frequentemente utilizado nas áreas de aconselhamento de carreira, orientação profissional e desenvolvimento pessoal, entre outros. Foi publicado no Brasil em 1991 por André Jacquemin, então diretor da Faculdade de Psicologia na Faculdade de Filosofia Ciências e Letras de Ribeirão Preto - USP. Estudos conduzidos por ele e sua equipe atestaram a validade e precisão desse instrumento.
Para construir o BBT – Teste de Fotos de Profissões, Achtnich selecionou oito tendências fatoriais dentre as 16 existentes no Teste de Szondi, procurando eliminar os aspectos psicopatológicos dele. Para ele, as exigências da profissão àquele que irá exercê-la englobam, além das aptidões e capacidades, as respectivas inclinações, interesses e necessidades, permitindo, dessa maneira, que humanize e socialize suas pulsões. Achtnich traduziu o nome dos fatores szondianos para uma linguagem que privilegiasse a saúde e concebeu uma forma particular de análise do perfil de exigência profissional, identificando os fatores primários (ação, o verbo) e secundários (o contexto da ação: o instrumento trabalho, o objeto de trabalho, o ambiente de trabalho e o objetivo do trabalho).
Para Achtnich, a profissão representa um meio para a satisfação das necessidades pulsionais de uma maneira humanizada e socializada, pois ela funciona como um campo magnético, atraindo para si indivíduos com necessidades idênticas. Assim, o BBT visa resolver uma igualdade com duas incógnitas: o ser humano e suas necessidades, que procura satisfazer por meio da ação, e a profissão, que oferece possibilidade de satisfação dessas necessidades.
A versão original suíça do conjunto de fotos do BBT (1971), consistia de um conjunto de 96 fotografias em branco e preto e em formato 10 cm por 10 cm, retratando homens, desempenhando diferentes atividades profissionais. Posteriormente, em 1973, foi criada a versão feminina do BBT, com 100 fotos. No Brasil, o teste foi submetido a um extenso estudo de validade, que resultou na substituição de praticamente um terço das fotos originais em ambas as séries no final da década dos anos 1990 e início da década de 2010. Apesar da atualização das fotos, de um modo geral elas são percebidas como antiquadas pelos testandos.
Para a aplicação do teste, solicita-se ao testando que escolha entre as 96 fotografias aquelas que lhe são simpáticas, antipáticas e indiferentes, segundo um critério estritamente pessoal. As fotos simpáticas são agrupadas de acordo com um critério estabelecido pelo testando e comentadas, uma a uma. Concluída a fase de associação, o testando deve escolher as cinco fotos mais simpáticas, colocando-as numa ordem de preferência e justificando a sua escolha e a hierarquização das mesmas. Por fim, pode-se solicitar que escreva uma história integrando as cinco fotos preferidas.

## Fatores de inclinação profissional ou fatores pulsionais
- Fator W: "ternura", feminilidade, disponibilidade, receptividade, necessidade de tocar, apalpar, de estar a serviço;
- Fator K: força física, dureza, imposição, iniciativa, determinação, agressividade, necessidade de transformar a realidade;
- Fator S: senso social, subdividido em duas tendências, SH – senso de responsabilidade, solicitude, interesse pelo outro, ajudar, cuidar, curar, necessidade de fazer o bem e SE - energia psíquica, dinamismo, coragem, mobilidade, autonomia, necessidade de movimento e deslocamento;
- Fator Z: necessidade de mostrar, de representar, estética, o belo, necessidade de reconhecimento e aprovação externa;
- Fator V: inteligência, razão, lógica, necessidade de clareza do pensamento, delimitação, constrição, objetividade, realidade, necessidade de ter controle sobre a realidade;
- Fator G: espírito, intuição, imaginação criadora, fantasia, ideia, tendência à dilatação, inflação, necessidade de expansão mental;
- Fator M: matéria, a substância, o palpável, tangível, prático, terrestre, relação com o natural, animal, bem como com o que tem valor, com a posse, dinheiro e poder, necessidade de reter e conservar;
- Fator O: oralidade, com duas tendências, OR - linguagem, sociabilidade, informalidade, contato verbal, comunicação, necessidade de ter contato com outras pessoas e ON - alimentação, gêneros alimentícios, comida, necessidade de alimento.